# Reichsminister

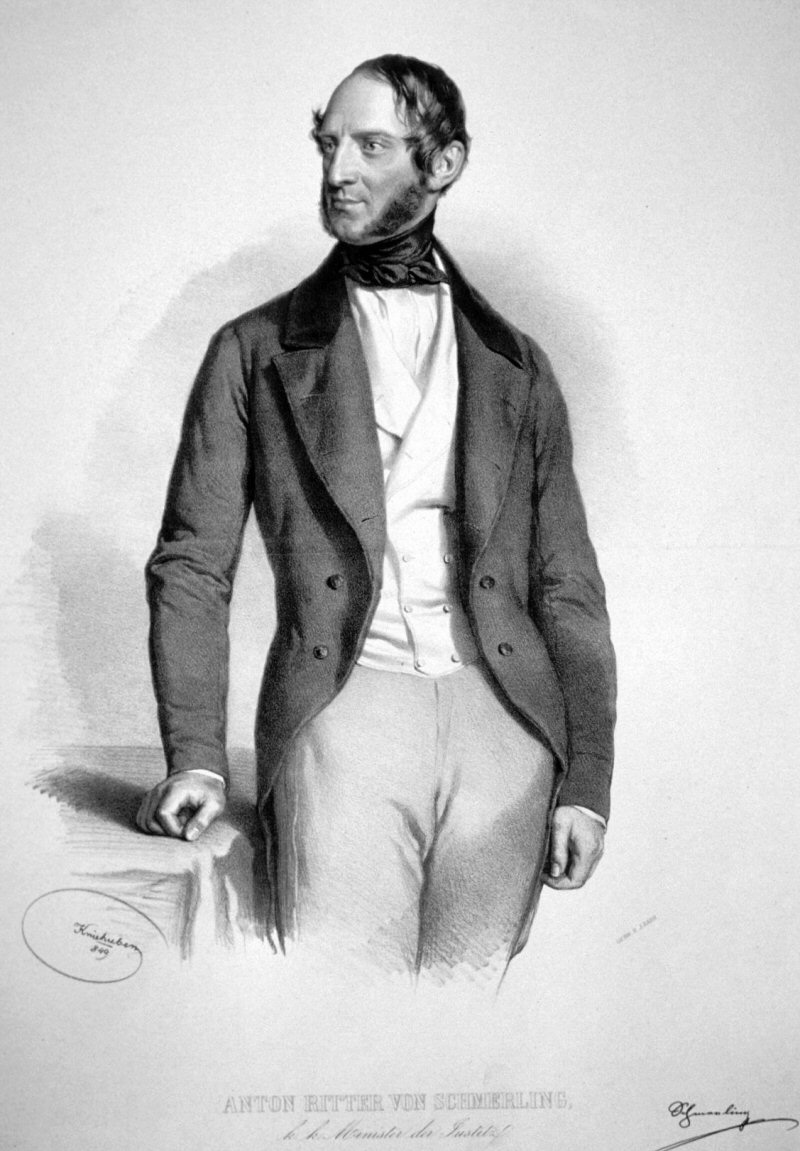
Anton von Schmerling war einer der ersten Drei, die am 15. Juli 1848 zu Reichsministern ernannt wurden.

Reichsminister hießen die Mitglieder der provisorischen Zentralgewalt des kurzlebigen deutschen Reiches von 1848/49 sowie die der Regierungen des Deutschen Reichs zwischen 1919 und 1945.
In den Jahren 1848/1849 handelten, anstelle des Bundestags des Deutschen Bundes, die Frankfurter Nationalversammlung als Parlament und die von ihr eingesetzte provisorische Zentralgewalt als Regierung. Nach dem Zentralgewaltgesetz vom 28. Juni 1848 ernannte der Reichsverweser die Reichsminister. Mit dem Ende der Zentralgewalt am 20. Dezember 1849 endete die Tätigkeit der Reichsminister.
In der Zeit des Deutschen Kaiserreichs zwischen 1871 und 1918 gab es keine kollegiale Reichsregierung mit Ministern, sondern nur einen Reichskanzler als einzigem verantwortlichen Minister. Die Staatssekretäre der obersten Reichsbehörden, der Reichsämter, waren formell Untergebene des Kanzlers. Anstelle von Reichsregierung sprach man von einer „Reichsleitung“.
In der Weimarer Republik von 1919 bis 1933 waren die Reichsminister neben dem Reichskanzler die weiteren Mitglieder der Reichsregierung als Kollegialorgan, ernannt vom Reichspräsidenten auf Vorschlag des Reichskanzlers. Ein Kanzler oder Minister musste zurücktreten, wenn eine Mehrheit des Reichstages dies verlangte. Im Jahr 1919, unter dem Gesetz über die vorläufige Reichsgewalt, lautete die Amtsbezeichnung des Reichskanzlers zunächst Präsident des Reichsministeriums (auch Reichsministerpräsident).
In der Zeit des Nationalsozialismus zwischen 1933 und 1945 wurden die Reichsminister seit 1934 von Adolf Hitler als „Führer und Reichskanzler“ ernannt und waren ihm allein verantwortlich (Führerprinzip). Ihre Position wurde ausgehöhlt durch die Organisation der NSDAP sowie den zahlreichen Sonderbeauftragten, die Hitler bestellte.